# ブレンダン・ギャロウェイ
ブレンダン・ギャロウェイ  (Brendan Joel Zibusiso Galloway,1996年3月17日 - )は、ジンバブエ出身、イギリス・イングランド育ちのプロサッカー選手。プリマス・アーガイルFCに所属している。ポジションはDF。

## 経歴
ブレンダン・ギャロウェイは1996年にジンバブエで生まれ、2002年に家族と共にイギリスに渡り、以後ロンドン郊外で育つ。その後MKドンズのユースチームに入団し、2011-12シーズンのFAカップ戦で、15歳の若さでプロデビューを果たす。ギャロウェイはユース世代のイングランド代表でも選出される注目株に成長し、2014年夏にエヴァートンFCと5年契約を締結。リザーブリーグで力を付けた後、2014-15シーズン終盤のウェストハム・ユナイテッドFC戦でプレミアリーグデビューをスタメン出場で飾り、見事勝利に貢献。2015-16シーズンは、レイトン・ベインズが開幕から怪我で欠場していることもあり、開幕戦のワトフォードFC戦でスタメン出場を果たした。
2019年7月3日、ルートン・タウンFCにフリーで加入。

## クラブ経歴
- MKドンズ 2011-2014
- エヴァートンFC 2014-2019
  -  ウェスト・ブロムウィッチ・アルビオンFC 2016-2017 （loan）
  -  サンダーランドAFC 2017-2018 （loan）
- ルートン・タウンFC　2019-2021
- プリマス・アーガイルFC 2021-

## 代表歴
ギャロウェイは、2012年からユース世代のイングランド代表に選出されており、将来のイングランド代表入りが嘱望されているが、ジンバブエ出身ということもあり、ジンバブエ代表を選ぶ可能性もある。 